# 이네스 리베로
이네스 리베로(Inés Rivero, 1975년 6월 7일 ~ )는 아르헨티나의 모델, 배우, 가수이다. 이네스는 빅토리아 시크릿 엔젤로서 이름을 널리 알렸다. 엘르, 보그, 코스모폴리탄, 패션, 마리끌레르 등 여러 잡지의 표지 모델로도 활동했다.